# Familia de Higía (astronomía)

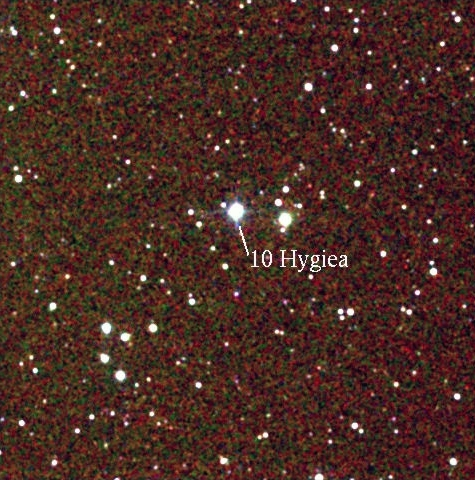
Asteroide 10 Hygiea del sistema solar.

La familia de Hygiea Hygiean es una familia de asteroides, del cinturón exterior de asteroides clasificada como carbónico oscuro del tipo C y del tipo B, siendo el mayor de ellos y del que toma su nombre la familia el asteroide (10) Hygiea. Aproximadamente el 1% de todos los asteroides conocidos en el cinturón de asteroides pertenecen a esta familia.

## Ubicación y tamaño
Un análisis numérico realizado en el HCM (Hausdorff Center for Mathematics) por Zappalà, reveló la existencia de un grupo 'núcleo' de miembros familiares principales, cuyos elementos orbitales propios presentan los siguientes valores aproximados
|     | ap      | ep    | ip   |
| --- | ------- | ----- | ---- |
| min | 3.06 AU | 0.109 | 4.2° |
| max | 3.22 AU | 0.163 | 5.8° |

En la época presente, la gama de elementos orbitales osculadores de este núcleo de miembros es:
|     | ap      | ep    | ip   |
| --- | ------- | ----- | ---- |
| min | 3.06 AU | 0.088 | 3.5° |
| max | 3.24 AU | 0.191 | 6.8° |

El análisis de 1995 por Zappala encontró 103 miembros formando parte de este núcleo, mientras que en una búsqueda sobre una base de datos más actualizada de 96.994 asteroides (AstDys) en el año 2005, localizó 1043 objetos dentro de la región de forma rectangular definida por la primera tabla anterior. Esto correspondería aproximadamente al 1% de todos los asteroides del cinturón de asteroides.

## Intrusos
Se han identificado un gran número de intrusos dentro de esta familia. La siguiente relación se identificaron en un muestreo espectral (Mothe-Diniz 2001), y también por la inspección de sus datos  de taxonomía para miembros pertenecientes al tipo S y tipo D miembros: (100) Hekate, (108) Hecuba, (1109) Tata, (1209) Pumma y (1599) Giomus.
De hecho, algunos de los asteroides de tipo S son probablemente intrusos, de ellos, se tienen como posibles candidatos a los asteroides (333) Badenia y (538) Friederike, debido a lo enorme de su tamaño.